# AHCI
L'Advanced Host Controller Interface (in acronimo AHCI) è una tecnologia hardware che permette di comunicare con le periferiche Serial ATA ed è in grado di offrire funzionalità avanzate come ad esempio l'NCQ.
AHCI è pienamente supportato da Windows Vista, Windows 7 e Linux (dalla versione del kernel 2.6.19 in avanti) ed è attivabile configurando in modo opportuno il BIOS del proprio sistema.
Per tutti gli altri sistemi operativi che non supportano questa tecnologia nativamente è necessario installare opportuni driver prima di configurare il BIOS, in modo da evitare il mancato avvio del sistema operativo ed il mancato riconoscimento del disco rigido.